# Antoine Grassi
Antoine Grassi, en italien Antonio Grassi (Fermo, 13 novembre 1592- 13 décembre 1671), est un religieux de la congrégation de l'Oratoire, reconnu bienheureux par l’Église catholique.

## Biographie
Antonio Grassi est né le 13 novembre 1592 à Fermo, dans les Marches. C'était un enfant remarqué pour sa piété, appréciant la solitude et fabriquant de petits autels. Il fut éduqué par les Oratoriens, fondés par saint Philippe Néri (1564).
Malgré l’opposition de sa mère il entra dans la Congrégation de l'Oratoire en 1609 et fut ordonné prêtre en 1617. Il avait une grande dévotion à la Vierge Marie et faisait à pied, chaque année, le pèlerinage de Notre-Dame de Lorette.
En 1625, à Rome il fit le pèlerinage de l'Année Sainte et reçut alors des grâces mystiques.
À 43 ans, il fut élu supérieur de l’Oratoire de Fermo, charge qu'il assuma jusqu'à sa mort.
Le père Antoine Grassi se voulait très proche de l’esprit de saint Philippe Néri, humaniste et pondéré. Il affirmait que la vocation du prêtre était de compatir, de consoler et de porter assistance. Il fut un confesseur apprécié, lisant dans les cœurs.
Ayant eu connaissance des bienfaits qu'il prodiguait (assistance aux pauvres, réconciliations, confessions et direction spirituelle), les papes Clément X et Innocent XI le tenaient en grande estime. D'autres maisons de l'Oratoire ouvrirent dans la région et la réputation de sainteté se répandit et de nombreuses grâces lui furent attribuées. 
On rapporte qu’il prédit même le jour de sa mort, qui eut lieu le 13 décembre 1671. Il est inhumé dans l'église de Notre Dame du Mont-Carmel à Fermo.
Il fut béatifié pendant l'Année Sainte 1900 par le pape Léon XIII, devenant le troisième Oratorien à être ainsi glorifié par l’Église catholique.
L’Église catholique le fête le 13 décembre.